# علي بن طاهر
الملك المجاهد علي بن طاهر ثاني ملوك الدولة الطاهرية في اليمن، حكم في الفترة 1466 - 1479م.

## نسل الملك علي بن طاهر[2]
1- صلفوح بن علي
2- عازب بن علي
3- رقيم بن علي
4- دمين بن علي
5- العلي بن علي
6- الخضير بن علي
7- صيفان بن علي
8- منصور بن علي
9- شبيل بن علي

## أهم انجازاته
بناء المدرسة المجاهدية والجامع الكبير بمدينة جُبَن التي اتخذها الطاهريون عاصمة لهم.